# Italia Teen Television
Italia Teen Television (connu simplement comme IT!) était une chaîne de télévision italienne thématique du groupe Mediaset, hébergée sur le bouquet numérique de la télévision par satellite Sky Italia. 

## Histoire
Le réseau qui a commencé la diffusion le 30 septembre 2003 a été dirigé par Carlo Vetrugno (it), ancien directeur d'Italia 1 et Rete 4.
Italia Teen Television a cessé d'émettre le 1er janvier 2006, en raison de l'expiration du contrat entre Mediaset et Sky Italia.

## Programmes
La chaîne était l'un des principaux diffuseurs de la plateforme destinée aux jeunes, mais elle diffusait également des séries cultes des années 1980 et 1990 comme Albator, le corsaire de l'espace, mangas et des séries animées.
Outre les dessins animés, la chaîne proposait toute une série d'émissions autoproduites, notamment : BandIT !, Mangaus, IT ! Generation, Dance IT !, Free Pass et une réplique de Top of the Pops.

## Séries filmées et animées diffusées (liste non exhaustive)
- Lost Universe
- Hungry Heart
- Belphegor
- Borgman 2030
- City Hunter
- Clamp School Detectives
- Cosmowarrior Zero : La Jeunesse d'Albator
- Vas-y Julie !
- Jack and Jill
- Crocus
- Hana yori dango
- Mortal Kombat : Les Gardiens du royaume
- Power Stone
- Les Oblong[4]